# Charli and Jack Do America Tour
Il Charli and Jack Do America Tour è stato il secondo tour musicale della cantante britannica Charli XCX e il terzo del gruppo musicale statunitense Bleachers, rispettivamente a supporto del secondo album in studio Sucker (2014) e del primo album in studio Strange Desire (2014).

## Scaletta

### Charli XCX
1. Sucker
2. Breaking Up
3. I Love It
4. Famous
5. SuperLove
6. Doing It
7. Need Ur Luv
8. Allergic to Love
9. Mow That Lawn
10. Body of My Own
11. London Queen
12. Break the Rules
13. Gold Coins
14. Grins
15. Fancy
16. Boom Clap

### Bleachers
1. Shadow
2. Wild Heart
3. Wake Me
4. Reckless Love
5. Dreams (cover dei The Cranberries)
6. Rollercoaster
7. Shadow of the City
8. You're Still a Mystery
9. Only One (cover di Kanye West)
10. I Wanna Get Better

## Date del tour
| Data           | Città       | Stato       | Luogo                   |
| -------------- | ----------- | ----------- | ----------------------- |
| 21 luglio 2015 | San Diego   | Stati Uniti | Observatory North Park  |
| 22 luglio 2015 | Costa Mesa  | Stati Uniti | Pacific Amphitheatre    |
| 23 luglio 2015 | Oakland     | Stati Uniti | Fox Theater             |
| 25 luglio 2015 | Seattle     | Stati Uniti | Showbox SoDo            |
| 26 luglio 2015 | Portland    | Stati Uniti | Crystal Ballroom        |
| 29 luglio 2015 | Denver      | Stati Uniti | The Fillmore Auditorium |
| 4 agosto 2015  | Minneapolis | Stati Uniti | Cabooze                 |
| 5 agosto 2015  | Milwaukee   | Stati Uniti | Eagles Ballroom         |
| 7 agosto 2015  | Tulsa       | Stati Uniti | Cain's Ballroom         |
| 8 agosto 2015  | Kansas City | Stati Uniti | Starlight Theatre       |
| 9 agosto 2015  | St. Louis   | Stati Uniti | The Pageant             |
| 11 agosto 2015 | Detroit     | Stati Uniti | The Fillmore Detroit    |
| 12 agosto 2015 | Columbus    | Stati Uniti | The LC Pavilion         |

### Cancellazioni
| Data              | Città            | Stato       | Luogo                              | Causa            |
| ----------------- | ---------------- | ----------- | ---------------------------------- | ---------------- |
| 14 settembre 2015 | Boston           | Stati Uniti | House of Blues                     | Motivi personali |
| 16 settembre 2015 | Wallingford      | Stati Uniti | The Dome                           | Motivi personali |
| 18 settembre 2015 | Filadelfia       | Stati Uniti | Festival Pier                      | Motivi personali |
| 21 settembre 2015 | New York City    | Stati Uniti | Central Park SummerStage           | Motivi personali |
| 23 settembre 2015 | Washington, D.C. | Stati Uniti | Echostage                          | Motivi personali |
| 25 settembre 2015 | Tampa            | Stati Uniti | Jannus Landing                     | Motivi personali |
| 27 settembre 2015 | Orlando          | Stati Uniti | House of Blues                     | Motivi personali |
| 1º ottobre 2015   | Dallas           | Stati Uniti | House of Blues                     | Motivi personali |
| 3 ottobre 2015    | Houston          | Stati Uniti | House of Blues                     | Motivi personali |
| 6 ottobre 2015    | Los Angeles      | Stati Uniti | Hollywood Palladium                | Motivi personali |
| 8 ottobre 2015    | Tempe            | Stati Uniti | Marquee Theatre                    | Motivi personali |
| 9 ottobre 2015    | Las Vegas        | Stati Uniti | Boulevard Pool at The Cosmopolitan | Motivi personali |
| 10 ottobre 2015   | Salt Lake City   | Stati Uniti | The Complex                        | Motivi personali |